# Van Andel
Van Andel is een geslacht waarvan leden zich in de 17e eeuw in Brielle vestigden en daar bestuursfuncties vervulden.

## Geschiedenis
De stamreeks begint met Mattheus Adriaensz. van (den) Andel die zich voor 1666 te Brielle vestigde en in 1717 overleed. Zijn kleinzoon Pieter van Andel (1737-1788) werd raad en schepen van Brielle, diens zoon Hugo van Andel (1761-1826) werd behalve lokaal ook landelijk politicus.
In 1944 werd het geslacht opgenomen in het Nederland's Patriciaat.

## Enkele telgen
Pieter van Andel (1737-1788), raad en schepen van Brielle
- Hugo van Andel (1761-1826), politicus

Geslachten die opgenomen zijn in het sinds 1910 verschijnende genealogische naslagwerk Nederland's Patriciaat. Lijst volgens opgave van het CBG Centrum voor familiegeschiedenis.
A · B · C · D · E · F · G · H · I · J · K · L · M · N · O · P · Q · R · S · T · U · V · W · Y · Z